# کوگلاکتوک
کوگلاکتوک (به انگلیسی: Kugluktuk) یک منطقهٔ مسکونی در کانادا است که در نوناووت واقع شده‌است. کوگلاکتوک ۱٬۴۹۱ نفر جمعیت دارد و ۲۳ متر بالاتر از سطح دریا واقع شده‌است.